# Umbelopsis ovata
Umbelopsis ovata är en svampart som först beskrevs av H.Y. Yip, och fick sitt nu gällande namn av H.Y. Yip 1986. Umbelopsis ovata ingår i släktet Umbelopsis och familjen Umbelopsidaceae.   Inga underarter finns listade i Catalogue of Life.